# Tachychlora prasia
Tachychlora prasia là một loài bướm đêm trong họ Geometridae.